# Steven Elm
Steven Elm (Red Deer, 12 de agosto de 1975) es un deportista canadiense que compitió en patinaje de velocidad sobre hielo.
Participó en tres Juegos Olímpicos de Invierno, entre los años 1998 y 2006, obteniendo una medalla de plata en Turín 2006, en la prueba de persecución por equipos (junto con Arne Dankers, Justin Warsylewicz, Denny Morrison y Jason Parker).

## Palmarés internacional
| Juegos Olímpicos | Juegos Olímpicos | Juegos Olímpicos | Juegos Olímpicos        |
| Año              | Lugar            | Medalla          | Prueba                  |
| ---------------- | ---------------- | ---------------- | ----------------------- |
| 2006             | Turín (Italia)   | Medalla de plata | Persecución por equipos |